# Suzoy
Suzoy – miejscowość i gmina we Francji, w regionie Hauts-de-France, w departamencie Oise.
Według danych na rok 1990 gminę zamieszkiwało 516 osób, a gęstość zaludnienia wynosiła 100 osób/km² (wśród 2293 gmin Pikardii Suzoy plasuje się na 522. miejscu pod względem liczby ludności, natomiast pod względem powierzchni na miejscu 859.).